# Ardnamurchan
Ardnamurchan (/ˌɑːrdnəˈmɜːrxən/ en gaélico escocés: Àird nam Murchan [aːrˠʃtʲ nə ˈmuɾuxan] «promontorio de los grandes mares») es una península de 130 km² en el área de administración de Lochaber, Highland, Escocia, célebre por ser una zona virgen y sin perturbaciones. Su lejanía está acentuada por la ruta de acceso principal, que apenas es una carretera de una sola vía durante la mayor parte de su recorrido.
De 1930 a 1975 Ardnamurchan también dio su nombre a un distrito de Argyll, que cubrió un área mucho más amplia, incluyendo los distritos de Morvern, Sunart y Ardgour.

## Geografía

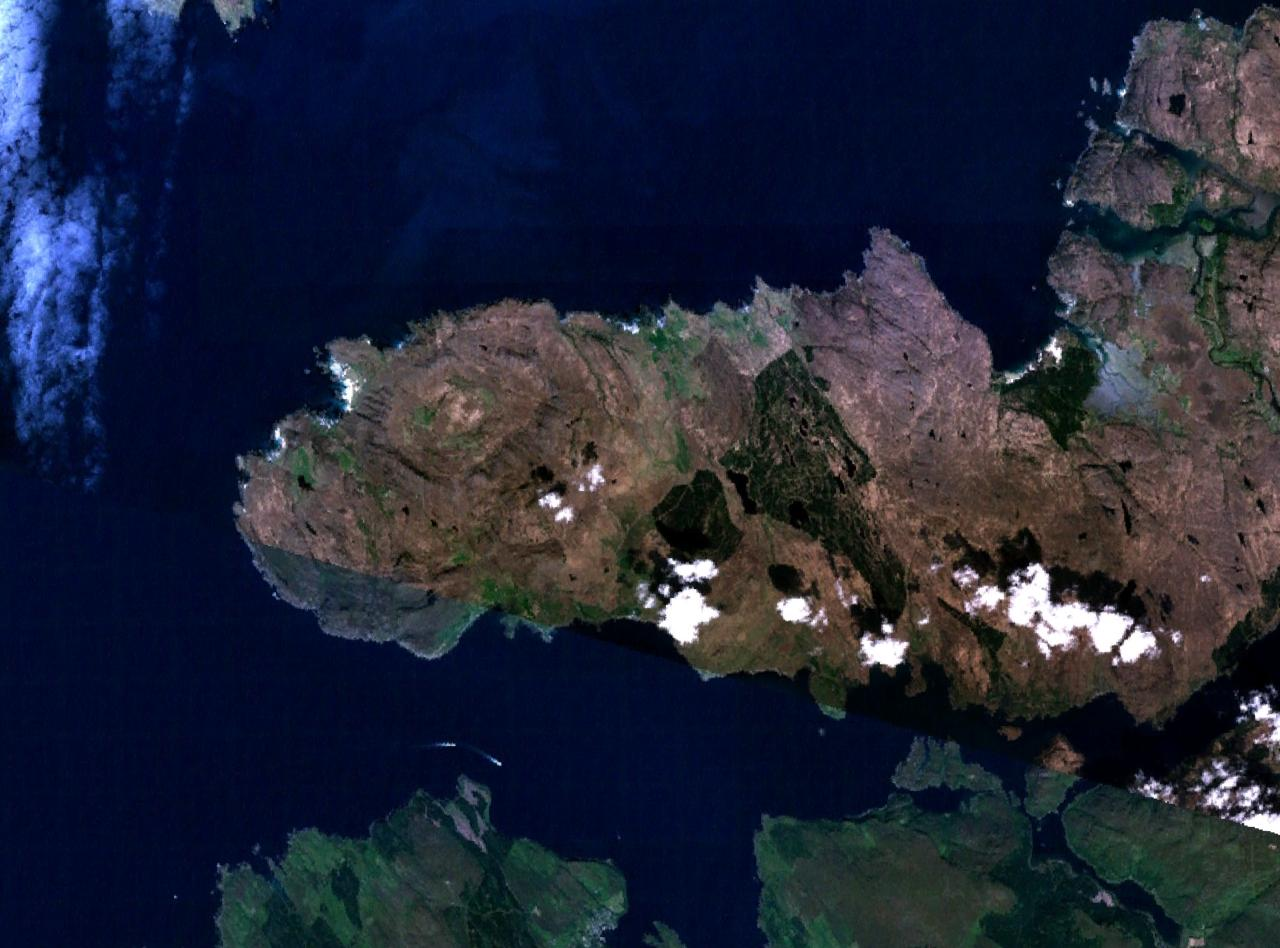
Foto satelital de Ardnamurchan

Estrictamente hablando, Ardnamurchan cubre solo la península más allá de los pueblos de Salen, al sur y Acharacle, al norte. Actualmente el término se utiliza de manera más general para incluir los distritos vecinos de Sunart, Ardgour, Morvern e incluso Moidart[cita requerida] (que era parte de la anterior administración del condado de Inverness-shire, no de Argyll).
El Ardnamurchan Point dispone de un faro de 36 metros de altura construido encima, es descrito generalmente como el punto extremo occidental de tierra firme británica, aunque el promontorio de Corrachadh Mòr, se localiza un kilómetro al sur, se encuentra a unos metros más al oeste.

## Geología
La esquina occidental del norte de Ardnamurchan consta de un lopolito que ha sido expuesto a la superficie. La evidencia de tal estructura puede ser identificada por el fenocristal en las exposiciones de roca alrededor del área de interés, que muestran cristales de plagioclasa alineados hacia el centro del complejo, un alineamiento causado por flujo magmático dentro del lopolito. Pequeñas áreas de lava que fueron expulsadas a la superficie se encuentran en algunas partes de la península, cerca de los bordes interiores del área de interés. Los anillos sub-concéntricos de la estructura geológica se pueden ver fácilmente en fotografías de satélite y mapas topográficos, aunque  son menos obvios desde el suelo. Existen al menos otros siete complejos similares del mismo episodio tectónico a lo largo de la costa oeste de Gran Bretaña, y estos son sitios populares  para muchos cursos de formación geológica de universitarios.

## Asentamientos
La población de la península entera es de alrededor de 2000 personas. Históricamente parte del condado anterior de Argyll, es ahora parte del área de administración de las Highlands de Lochaber.
Pueblos en Ardnamurchan:
- Acharacle (Àth Tharracail)
- Achnaha (Achadh na h-Àtha)
- Glenborrodale (Gleann Bhorghdail)
- Kilchoan (Cille Chòmhghain)
- Kilmory (Cill Mhóire)
- Làga
- Ockle (Ocal)
- Portuairk (Portuario Uairce)
- Salen (Un t-Sàilean)
- Sanna (Sanna)

## Gaélico escocés
Ardnamurchan tiene la concentración más alta de hablantes de gaélico de tierra firme, con el 19.3% de la población siendo capaz de hablar la lengua.
La península ha tenido ciertos poetas gaélicos locales de renombre, incluyendo Dr. John MacLachlan, el autor de Dìreadh a-mach ri Beinn Shianta, un poema sobre el Desplazamiento forzado de población de las Tierras Altas del siglo XVIII inusual por su abierta crítica hacia los terratenientes. El poema influenció a Somhairle MacGill-Eain, quien escribió un poema a su autor. Alasdair mac Mhaighstir Alasdair fue un maestro en el área.

## Cultura

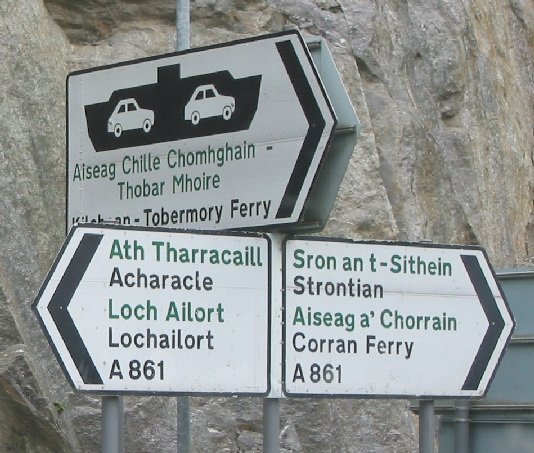
Cada vez es más común ver los nombres de los sitios en su nombre gaélico original en las señales de carretera en las Highlands escocesas. Esta señal está ubicada en la parte superior de Salen Brae, en Ardnamurchan.

La península tiene su propio equipo de shinty, Ardnamurchan Camanachd.

## Fauna y paisaje
En la zona se pueden observar especies raras como el gato montés, la marta, el águila dorada y el águila de cola blanca.
Ardnamurchan es salvaje y virgen. Ardnamurchan Point, tiene un faro y una vista desde una escarpada roca del Océano Atlántico. La parte más al norte de Ardnamurchan forma parte del Área Escénica Nacional de Morar, Moidart y Ardnamurchan, una de las 40 áreas de este tipo que hay en Escocia, las cuales están definidas con objeto de identificar áreas de excepcionales vistas y para asegurar su protección restringiendo ciertas formas de desarrollo.

## Personajes ilustres
- El geólogo Donald Duff FRSE (1927-98) compró una casa allí después de inspeccionar el área en los 50.
- El músico de acordeón de caja de botón, Fergie MacDonald es del área.
- El predicador J. Douglas MacMillan era de Ardnamurchan.